# Bert Joris
Bert Joris (Wilrijk (Antwerpen), 18 januari 1957) is een Vlaams componist en jazztrompettist. Zijn instrumenten zijn de trompet en de bugel. Hij staat ook bekend als arrangeur.

## Carrière
Joris komt uit een muzikale familie. Hij begon al vroeg muziek te leren en speelde piano, viool en contrabas. Op zijn dertiende koos hij voor de trompet. Hij volgde een klassieke opleiding aan het Koninklijk Vlaams Conservatorium, waar hij sterk geïnteresseerd geraakte in de muziek van onder meer Sergej Prokofjev, Igor Stravinsky en Claude Debussy. Ondertussen raakte hij ook meer en meer gefascineerd door de jazz en op zijn zeventiende onderbrak hij zijn studies aan het conservatorium om zich toe te leggen op de jazzmuziek.
Joris debuteerde in 1978 als beroepsmuzikant bij het ondertussen opgeheven BRT-Jazzorkest onder leiding van Etienne Verschueren. Daar werkte hij tot 1987 niet enkel als trompettist, maar ook als componist, arrangeur en gastdirigent. In 1987 werd hij in Bern docent aan de Swiss Jazz School, waar hij ook de bigband leidt. In het Lemmensinstituut in Leuven begon hij een jazzcursus, die uiteindelijk tot een aparte jazzafdeling zal uitgroeien. Ten slotte gaf hij ook enkele jaren trompetles aan het Conservatorium in Hilversum. Sinds 2012 is hij als docent arrangement en compositie verbonden aan het Koninklijk Conservatorium Antwerpen.
Joris treedt internationaal vaak op als solist met verschillende muzikanten en ensembles tot in de Verenigde Staten. Zo werkt hij onder meer samen met de Franse jazzzangeres en pianiste Macha Gharibian, het Philip Catherine Quartet en het Michel Herr European Quintet. Zijn eigen Bert Joris Quartet bestaat verder nog uit de pianist Dado Moroni, drummer Dré Pallemaerts en de bassist Philippe Aerts. Hij wordt ook vaak als solist, componist of dirigent uitgenodigd bij grotere bigbands en orkesten en componeert onder meer voor het Brussels Jazz Orchestra (BJO), waarmee hij ook optreedt. Hij is regelmatig te gast op het Antwerpse Jazz Middelheim festival. Voor de editie 2007 stond hij er voor het eerst met zijn eigen kwartet. Hij bracht er het dartele "Mr Dodo", het aan een overleden vriendin opgedragen intense "Magone". Hij sloot af met "Triple" en de ballad "Anna".
Recent componeert Joris ook voor groot symfonisch orkest en bigband. Na een compositie rond Jeux de Vagues van Claude Debussy, uitgevoerd in Bern, volgde in 2003 Dangerous Liaison, geschreven in het kader van de Nacht van de Romantiek voor het BJO en deFilharmonie. Een nieuwe opdracht van deFilharmonie leverde Between Hope and Dispair op, dat in 2006 voor het eerst werd uitgevoerd. 
Het album Dangerous liaisons uit 2006 bevat opnamen van een liveconcert van het Brussels Jazz Orchestra met deFilharmonie in deSingel op 28 mei 2006. Hierbij ook de opname van de wereldcreatie van Bert Joris’ Between Hope and Despair, een combinatie van symfonische muziek en jazz, uitgevoerd door meer dan honderd muzikanten van het symfonisch orkest en de bigband.

## Onderscheidingen
- 1996 - Belgische Django d'or prijs
- 1998 - verkozen tot beste Belgische jazztrompettist door de luisteraars van RTBf en VRT en door de Franstalige vakpers
- 2008 - Klara-Muziekprijs Jazz voor zijn album Magone
- 2009 - Vlaamse Cultuurprijs voor Muziek[1]
- 2012 - Maestro Honoris Causa, titel toegekend door de Stichting Conservatorium Antwerpen.[2]

## Discografie

### Albums
| Album met hitnotering(en) in de Vlaamse Ultratop 200 albums | Datum van verschijnen | Datum van binnenkomst | Hoogste positie | Aantal weken | Opmerkingen                                    |
| ----------------------------------------------------------- | --------------------- | --------------------- | --------------- | ------------ | ---------------------------------------------- |
| Sweet seventina                                             | 1986                  | -                     |                 |              | als Bert Joris Quartet                         |
| Solid steps                                                 | 1986                  | -                     |                 |              | als Bert Joris Quartet / met Joe Lovano        |
| Swiss jazz school big band live at Montreux                 | 1997                  | -                     |                 |              | Livealbum                                      |
| Le bal masqué                                               | 1998                  | -                     |                 |              | met Dré Pallemaerts                            |
| The september sessions                                      | 1999                  | -                     |                 |              | met Brussels Jazz Orchestra                    |
| The music of Bert Joris                                     | 2002                  | -                     |                 |              | met Brussels Jazz Orchestra                    |
| Meeting colours                                             | 2005                  | 28-05-2005            | 75              | 3            | met Philip Catherine & Brussels Jazz Orchestra |
| Dangerous liaison                                           | 2006                  | -                     |                 |              | met Brussels Jazz Orchestra / Livealbum        |
| Magone                                                      | 2007                  | 21-07-2007            | 93              | 3            | als Bert Joris Quartet                         |
| Signs and Signatures                                        | 2010                  | 09-2010               |                 |              | met Brussels Jazz Orchestra                    |
| Only for the honest                                         | 2011                  | 05-11-2011            | 96              | 1            | als Bert Joris Quartet                         |